# Alto de La Laguna
Alto de La Laguna es una localidad peruana ubicada en el distrito de Ayabaca, perteneciente a la provincia homónima del departamento de Piura, al norte del Perú. 

## Ubicación
Alto de La Laguna se ubica al noreste de la provincia de Ayabaca, en el distrito de Ayabaca, en el departamento de Piura.

## Demografía
En 2017 Alto de La Laguna tenía una población de 30 habitantes.
| Gráfica de evolución demográfica de Alto de La Laguna entre 1993 y 2017 |
|                                                                         |
| Fuentes: Población 1993 y 2017                                          |